# ليس ديابلونس
ليس ديابلونس (بالإنجليزية: Les Diablons)‏ هو أحد جبال سلسلة جبال الألب بينيني وجزء من القمة الأم يقع في كانتون فاليز، سويسرا. يبلغ ارتفاع الجبل حوالي 3609 متر، بينما يبلغ ارتفاع نتوء الجبل 379 متر.